# 오창석 (안산시의원)
오창석(吳昌錫, 1950년 11월 17일~)은 대한민국의 제3대 경기도 안산시의원이다.

## 학력
- 안양공립국민학교 졸업

## 경력
- 1975.04 육군 만기 전역
- 나눔과기쁨 중앙위원
- 강원도민회 자문위원
- 사할린 동포후원회 회장
- 안산시 제일장례예식장 대표
- 새정치국민회의 안산동 지방자치위원장
- 1998.07~2000.07 제3대 경기도 안산시의회 의원
- 1998.07~2000.07 제3대 경기도 안산시의회 전반기 경제사회위원회 위원

## 역대 선거 결과
| 선거명          | 직책명                             | 대수          | 정당   | 득표율 | 득표수  | 결과 | 당락                   |
| --------------- | ---------------------------------- | ------------- | ------ | ------ | ------- | ---- | ---------------------- |
| 제2회 지방 선거 | 경기도 안산시의원(안산동 선거구)   | 3대(민선 2기) | 무소속 | 33.62% | 909표   | 1위  | 경기도 안산시의원 당선 |
| 제4회 지방 선거 | 경기도 안산시의원(안산시 라선거구) | 5대(민선 4기) | 무소속 | 10.79% | 2,234표 | 5위  | 낙선                   |
| 6·4 재보궐선거  | 경기도 안산시의원(안산시 라선거구) | 5대(민선 4기) | 무소속 | 30.07% | 2,507표 | 2위  | 낙선                   |